# Direzione generale dei detenuti e del trattamento
Direzione generale dei detenuti e del trattamento è una struttura del Dipartimento dell'amministrazione penitenziaria del Ministero della giustizia italiano.

## Storia
Viene costituita con DPR 55/01 recante norme circa la riorganizzazione del Ministero della Giustizia.

## Attività
Si occupa dell'assegnazione e del trasferimento dei detenuti e degli internati alle varie strutture carcerarie (OPG, case lavoro e colonie agricole comprese) sia su istanza dello stesso detenuto per motivi familiari, di studio o lavoro, per esigenze di incolumità personale o sovraffollamento, per ragioni di giustizia o legate della concessione di misure alternative alla detenzione.
Ha in carico la gestione dei detenuti sottoposti ai regimi speciali (es. Articolo 41-bis) e ad elevato indice di vigilanza, del servizio sanitario e delle attività dentro le carceri (es. interventi rieducativi, accordi per l'impiego dei detenuti in attività lavorative).
Ha competenza nel processo di gestione dei detenuti che decidono di collaborare con la giustizia in quanto deve essere informata insieme al Procuratore della Repubblica competente e al Procuratore Nazionale Antimafia di tale intenzione, per poi dare corso all'individuazione di nuovi istituti o sezioni di essi compatibili con la sicurezza personale che comporta il nuovo status del carcerato, in cui il Gruppo Operativo Mobile trasferirà il soggetto.
Sempre riguardo al GOM, la Direzione può decidere di avvalersene per la gestione delle carceri dove sono rinchiusi carcerati ad altissimo indice di pericolosità e per la loro traduzione e piantonamento.
L'attuale direttore è Ernesto Napolillo.

## Struttura
- Ufficio I - Affari generali
- Ufficio II - Trattamento e Lavoro penitenziario
- Ufficio III - Servizi sanitari
- Ufficio IV - Detenuti media sicurezza
- Ufficio V - Detenuti alta sicurezza
- Ufficio VI - Laboratorio centrale banca dati nazionale del DNA